# Oisseau

Oisseau este o comună în departamentul Mayenne, Franța. În 2009 avea o populație de 1,158 de locuitori.